# Mina Grasberg
La mina Grasberg es la mayor mina de oro y la tercera mina de cobre más grande del mundo. Se encuentra ubicada en la provincia de Papúa Central, en Indonesia, cerca del Puncak Jaya, la montaña más alta de Oceanía, donde trabajan 19 500 operarios. El 90,64% de su propiedad se encuentra en manos de Freeport-McMoRan, a través de su principal subsidiaria en Indonesia PT Freeport, incluido el  9.36% que es propiedad de su subsidiaria, PT Indocopper Investama. El Gobierno de Indonesia es propietario del 9.36% restante de PT Freeport Indonesia. FCX opera mediante un acuerdo con el Gobierno de Indonesia, que le permite a Freeport realizar exploraciones, y actividades mineras y de producción en una zona con un área de 24,700-acres (Block A). Además realiza exploraciones en una zona de unos 500,000-acres (Block B). Todas las reservas minerales de Freeport comprobadas y probables y las operaciones mineras actuales se encuentran en el Block A. En el año 2006 produjo 610,800 toneladas de cobre; 58.47 toneladas de oro; y 174.46 toneladas de plata.

## Historia
En 1936, el geólogo holandés Jean Jacques Dozy fue parte de una expedición que escaló el Monte Carstensz, la montaña más alta de las Indias Orientales Neerlandesas. Durante su ascenso, realizó anotaciones sobre un tipo particular de roca negra con coloraciones verdes, y durante varias semanas se dedicó a estimar los depósitos de oro y cobre. En 1939, produjo un informe sobre la Ertsberg (en holandés "montaña de mineral"). En ese momento trabajaba para la Nederlandsche Nieuw Guinea Petroleum Maatschappij (NNGPM), una empresa de exploraciones formada por Shell en 1935, con una participación del 40% de Standard Vacuum Oil (Mobil) y del 20% de Far Pacific investments (subsidiaria de Chevron).
En marzo de 1959 el New York Times publica un artículo comentando que los holandeses estaban buscando por la montaña que era la fuente del oro aluvional que se observaba en el mar de Arafura. El geólogo Forbes Wilson, que trabajaba para la compañía minera Freeport en agosto de 1959 luego de leer el informe de Dozy de 1936, inmediatamente se preparó para explorar el sitio Ertsberg. En 1960 la expedición, liderada por Forbes Wilson y Del Flint, confirmó los inmensos depósitos de cobre existentes en Ertsberg. La expedición fue financiada por Freeport Sulphur, entre cuyos directores se encontraban Godfrey Rockefeller, el Gerente General de Texaco Augustus Long, y Robert Lovett.
En 1963, Nueva Guinea Neerlandesa fue transferida a Indonesia, y la mina fue la primera que hizo uso de las nuevas leyes de 1967 del gobierno de Suharto que intentaban atraer inversión extranjera a la arruinada economía de Indonesia. El desarrollo de la mina que se encuentra a una elevación de 4,100 m sobre el nivel del mar en una de las zonas más remotas de West Papua, requería de un capital y tecnología que excedía con creces los recursos económicos que Indonesia disponía por ese entonces. La construcción tuvo un costo de 175 millones de dólares, 55 millones más que el presupuesto original. Se construyeron una ruta de 116 km, una tubería para sacar el producto, un puerto, una pista de aviones, una planta de generación eléctrica y un nuevo poblado llamado "Tembagapura" (literalmente: pueblo de cobre). La mina fue inaugurada oficialmente en 1973 (si bien el primer envío de mineral recién se produjo en diciembre de 1972), y fue expandida con el sector Ertsberg Este, que se inauguró en 1981. Varios teleféricos con gran pendiente se utilizan para transportar equipos y las personas. Inicialmente el mineral desciende 600 metros desde la mina, siendo concentrado y mezclado con agua para formar un lodo acuoso en una relación 60:40. Luego el lodo es bombeado por una tubería de 166 km de largo a través de montañas, selva y pantanos hasta el puerto de Amamapare, donde se lo seca y embarca. Cada tonelada de concentrado seco contiene 317 kilos de cobre, 30 gramos de oro y 30 gramos de plata.
En 1977 el grupo rebelde Movimiento Papúa Libre atacó la mina. El grupo dinamitó la tubería principal de transporte de barro, lo cual produjo daños por unas decenas de millones de dólares, y atacaron las oficinas de la mina. Los militares de Indonesia reaccionaron con dureza, mataron unas 800 personas.
Hacia mediados de la década de 1980, la mina original estaba casi agotada. Freeport exploró el área en búsqueda de otros yacimientos. En 1988, Freeport identificó reservas valoradas en 40.000 millones de dólares en Grasberg (holandés, "Montaña de pasto"), a solo 3 km de la mina Ertsberg. Se estimó que la construcción del camino sinuoso hasta Grasberg, necesario para subir la maquinaria para la mina, costaría de $12 a $15 millones de dólares. Pero sin embargo un constructor de caminos indonesio que había participado de la construcción del camino Ertsberg se montó en una bulldozer y la condujo colina abajo estableciendo el recorrido para el camino. El camino finalmente solo costó 2 millones de dólares.
El boom de los precios del cobre experimentado en el período 2003–2006 aumentó las ganancias de la mina. El consumo adicional de cobre por parte de la infraestructura eléctrica en Asia excedió la oferta con el resultado que los precios aumentaron desde unos $1500/ton a $8100/ton.

## Funcionamiento de la mina

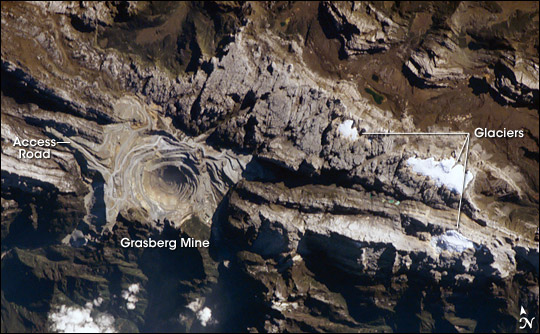
El complejo de la mina Grasberg visto desde el aire. Puncak Jaya es el punto elevado en la cadena cubierta de nieve al este de la mina. El pico se encuentra a 4,884 La boca de la excavación a cielo abierto se encuentra a 4,270

Las partes y equipamiento del complejo de la mina Grasberg incluyen una enorme mina a cielo abierto, una mina subterránea y cuatro concentradores. La mina a cielo abierto – que forma un cráter de 1.6 km de diámetro en su superficie– es una operación de gran volumen y bajo costo, que produce más de 67 millones de toneladas de mineral y suministró más del 75% del mineral procesado en el 2006.
En la mina se realiza un primer proceso triturado del mineral, antes de ser conducida mediante cintas transportadoras al complejo de molienda para otra etapa de triturado, grinding y flotación. El complejo de molido y concentración de Grasberg es el más grande del mundo, contando con cuatro trituradores y dos gigantescas unidades semi-autogenous grinding (SAG) que procesan por día un promedio 240,000 toneladas métricas de mineral en el 2006.
Un reagente de flotación es utilizado para separar el concentrado de cobre-oro del mineral. El lodo conteniendo el concentrado de cobre-oro es transportado mediante tres tuberías hasta el puerto marino de Amamapare, a una distancia de unas 120 km, donde se le extrae el agua. Una vez filtrado y secado, el concentrado – conteniendo cobre, oro y plata – es distribuido a fundiciones de metal por todo el mundo.
En el puerto se encuentra la planta de generación eléctrica alimentada a carbón, que suministra electricidad a la mina Grasberg.

## Medio ambiente

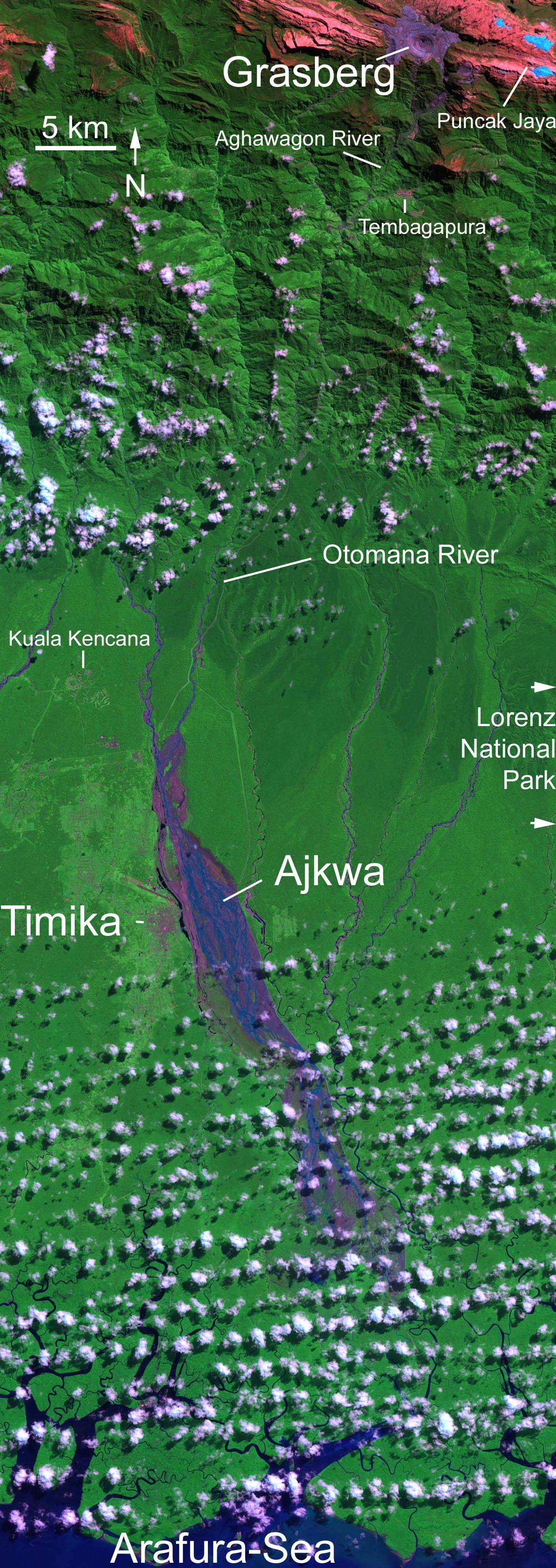
Freeport's Contract of Work Area. El violeta oscuro en el río es producto del material de las colas de la mina (2003).

Las colas del concentrador, producidas a un ritmo de 230,000 toneladas por día, son un tema de atención en cuanto a su impacto sobre el medio ambiente, ya que son arrastradas hacia el sistema fluvial Aikwa y el mar de Arafura. Unos 130 km² (eventualmente 230 km²) de tierras bajas a lo largo del río Aikwa, son cubiertas por canales sedimentarios indicio de la gran carga de sedimentos (similar a los sedimentos que libera un glaciar). Los peces nativos han casi desaparecido de las turbias aguas del río Aikwa. El material de recubrimiento descartado (700 000 ton/día) permanece en las tierras altas, de hasta 480 m de profundidad y abarcando 8 km². Sus aguas de escurrimiento ácidas, cobre disuelto, y los materiales finos son lavados hacia las nacientes del río Wanagon. Sedimenta a lo largo del curso del río y es descargado en el océano. La respuesta oficial de Freeport es que el material de recubrimiento descartado (overburden) es depositado en las tierras altas como parte del Plan de Gestión del material de recubrimiento, en "sitios tapados con caliza y con monitoreo permanente. Las colas son transportadas a mediante un sistema de ríos determinados. Luego de alcanzar las tierras bajas, son captados en un sistema de diques provisto al efecto." Freeport afirma que sus descargas cumplen con los requerimientos regulatorios.
En 1995, la Overseas Private Investment Corporation (OPIC) dejó sin efecto la póliza de seguros de Freeport a causa de violaciones sobre el cuidado del medio ambiente del tipo que no serían admitidas en Estados Unidos. Fue la primera acción de este tipo que tomó OPIC, y Freeport reaccionó iniciando un proceso legal contra OPIC. Freeport afirma que la decisión de OPIC se debe a un malentendido, producto de que OPIC realizó una única visita a Grasberg en 1994; posteriormente la compañía contrató una auditoría medioambiental por parte de Dames & Moore, y aprobó. En abril de 1996, Freeport canceló su póliza con la OPIC, afirmando que las actividades de la corporación habían sobrepasado el alcance de la póliza. Sin embargo, el informe preparado por OPIC fue posteriormente hecho público y en el mismo se marcaban importantes afirmaciones incorrectas e información tendenciosa por parte de Freeport.

## Huelga
En julio del 2011, los mineros del cobre de Papúa hicieron huelga en reclamo de mejoras en sus salarios, que oscilaban en valores de $1.50 por hora. Debido a dicha acción, durante una semana la producción de la mina estuvo detenida.